# .cd
.cd — национальный домен верхнего уровня (ccTLD) для Демократической Республики Конго. Был создан в 1997 году в качестве замены домена .zr (Заир), прекративший существование в 2001 году. В этом национальном домене насчитывается около 623,000 веб-страниц (по состоянию на январь 2009 года).